# Lovassportok
A lovassportok a háborúk során a hadviselésben nagyon fontos szerepet játszó lovaskatona és a lovak kiképzéséből alakult ki, egyúttal ma már objektív értékmérője is a lótenyésztésnek. Ezekben a sportokban rendkívül fontos a lovak teljesítménye, tudása, kiképzésük minősége és szintje, ezért magának a lovasnak is a ló engedelmességét és ügyességét ki és továbbfejlesztő idomítási készsége a lényeges.
Hivatalosan a lovassport fogalma alá azok a lovassport szakágak tartoznak, amelyeket a Nemzetközi Lovasszövetség a Fédération Equestre Internationale, FEI szervez és irányít. A FEI 1921-ben alakult meg Lausanne-ban 8 nemzet által. Magyarország 1927-ben csatlakozott hozzá az 1924-ben megalakult Magyar Lovassport Egyesületek Országos Szövetségével.

## Sportszakágak
A lovassport szakágai a következők:
- díjugratás
- díjlovaglás
- military
- galopp
- fogathajtás
- lovastorna
- lovasíjászat
- lovaspóló
- távlovaglás
- western reining(wd)

### Díjlovaglás
A díjlovaglás célja a ló alkatának, mozgásának és képességeinek harmonikus kifejlesztése. A szakszerű kiképzéssel a lovak izomzata lazává, mozgása lendületessé és rugalmassá válik. A kiképzés eredményeképpen a ló nyugodttá és figyelmessé, valamint együttműködővé válik. A díjlovagló versenyeken derül ki, hogy a kiképzés mennyire volt eredményes. A díjlovaglás programjai a kezdő kategóriától a közép- és nehézosztályú feladatokon át az Olimpiai Nagydíjig terjed. Ennek programját a Nemzetközi Lovas Szövetség írja ki. A feladatokat 0-10-ig terjedő pontszámmal értékelik, és a pontszámok alapján születik meg az eredmény.

### Díjugratás
A versenyek a ló ugrókészségét, képességét, ügyességét és engedelmességét, a versenyző lovas tudását teszik próbára különböző feltételek mellett. A versenyzők a hibákért hibapontokat kapnak. Az a versenyző nyer, aki a legkevesebb hibapontot kapja, és a legrövidebb idő alatt teljesíti a feladatokat. A legrangosabb díjugrató verseny az Olimpiai játékok díjugratása. A díjugrató versenyek pályái 1 métertől 1,6 méterig kerülnek kiírásra. A cél az, hogy a legrugalmasabb, a legjobban tanított, a legügyesebb és a legfegyelmezettebb lovas és ló nyerje a versenyt.

### Lovastorna
A lovastorna szakágban a ló, a futószárazó és a lovastornász közösen versenyeznek egy egységet alkotva. A ló egy minimum 15 m átmérőjű körön halad, míg a lovastornász akrobatikus gyakorlatokat mutat be a ló hátán. A versenyen a bírók egyaránt pontozzák a lovat, a lovastornászt és a kettejük közötti harmóniát. A lovastornászok három kategóriában versenyezhetnek: egyéniben, párosban és csapatban. A versenyeken a lovastornászok először hét kötelező gyakorlatot mutatnak be, melyeket a bírók 0-10 pontig terjedő skálán pontoznak. A verseny második része a szabadon választott gyakorlatból áll, mely során a versenyzők egy zenés koreográfiát mutatnak be.

## Lovaspóló
A lovaspóló perzsa eredetű és feltehetően a legősibb labdajáték. Egy nagy sík mezőn a négy lovasból álló csapatok, hétszer nyolc percig tartó játékszakaszban, pólóütőkkel az ellenfél kapujába igyekeznek juttatni a bambuszgolyót. A szünetekben a játékosoknak lehetőségük van lovat váltani. A játékra a gyors vágta, a hirtelen megállás, a ritmusváltások és a hirtelen fordulatok jellemzőek.

### Lovastusa
A lovastusa – régebbi nevén military – eredetileg a katonalovak összetett, háromnapos versenye volt. Ez a versenyág több, lóval végrehajtható feladatot foglalt magában, úgy mint a díjlovaglást, az akadályversenyt (steeplechase), a díjugratást és a távlovaglást. A háromnapos versenyt – a mai értelmezéshez hasonlóan – 1864-ben Dublinban rendezték meg először, az Olimpiai játékok programjába pedig 1912-ben került be. A sportág azóta átalakult, és a katonai erőpróbák helyett ma már egy világszerte ismert és elismert, ló és lovas összhangját ellenőrző, összetett lovassportról beszélhetünk. A verseny rengeteget finomodott, és előtérbe kerültek az állatvédelmi szabályok. A Nemzetközi Lovas Szövetség (FEI) szabályzatának értelmében minden versenyen a lovak és a lovasok biztonsága és jóléte a legfontosabb szempont. Ezen, igen komoly előírások betartására a mai versenyek szervezőinek és résztvevőinek jelentős figyelmet kell fordítaniuk. A szabályok betartását nemzetközi szaktekintélyekből álló bírói testület felügyeli az összes nemzetközi versenyen. Az akadályokat úgy tervezik, hogy korrekt kihívást jelentsenek a lovas és a ló képességeinek. Tapasztalt pályatervezők dolgoznak azon, hogy reális feladatok elé állítsák a lovast és lovát.
A mai „modern” versenyek három versenyszámból állnak. Első napon a díjlovagló feladatot mutatják be a lovasok, melynek során a ló idomítottságát, ló és lovas összhangját kell minél eredményesebben végrehajtott gyakorlatokkal bizonyítani egy 60x40 méter nagyságú négyszögben. A második napon kerül sor a terepversenyre, ahol a versenyzők több kilométer hosszú pályán természetes akadályokat (farönköket, árkokat, téglafalakat, sövényeket) küzdenek le. A terhelés a kategóriától függ, így a kezdő lovas és ló rövidebb távon és „szelídebb” akadályokon küzd, mint a tapasztaltabbak. A harmadik napon, a díjugratás során egy stadionban kialakított, verhető akadályokból épített pályán versenyeznek a lovasok. A végső sorrendet a három versenynapon elért eredmények alapján határozzák meg. A lovastusa ilyen értelemben a legkomolyabb kihívást jelenti a lovassportok között, hiszen igen magas szintű sokoldalúságot követel ló és lovas részéről egyaránt. A párosnak együtt kell bizonyítania a díjlovaglásban és a tereppályán – próbára téve az összeszokottságot, kitartást és gyorsaságot. Végül az erőnlét utolsó próbáján, a díjugratásban is kiválóan kell teljesíteniük, ahol a verhető akadályok hibátlan leküzdése sok esetben igen nehéz feladatot jelent a rögzített terepakadályokhoz szokott lovak számára. A lovak állapotát a verseny során folyamatosan figyelemmel kísérik: állatorvosi szemle nyitja a versenyeket, s az utolsó versenyszámot megelőzően a verseny utolsó napján is beiktatnak egyet. A terepversenyről beérkező ló kondícióját is figyelemmel kíséri az állatorvosi bizottság. Amennyiben probléma merül fel, a lovat a verseny bármely pontján kizárhatják az egészségügyi vagy állatvédelmi szempontok betartásának érdekében.
A lovassportok (lovastusa, díjugratás, díjlovaglás) egyedülállóak az olimpiai sportágak között, amennyiben hölgyek és férfiak együtt versenyeznek mind az egyéni, mind a csapat küzdelmek során – a hölgyek kiemelkedő sikereket könyvelhetnek el mindhárom sportágban. A három olimpiai lovassporton, továbbá a lovaglást szintén magába foglaló öttusán kívül nincs más olyan olimpiai sportág, melyben ember és állat együtt dolgozik a siker érdekében.